# José de Anchieta Júnior
José de Anchieta Júnior (Jaguaribe, 11 de março de 1965  - Boa Vista, 6 de dezembro de 2018) foi um engenheiro e político brasileiro, filiado ao Partido da Social Democracia Brasileira (PSDB). Elegeu-se em 2006 vice-governador do estado de Roraima na chapa de Ottomar Pinto pelo PSDB para o mandato de de 2007 a 2011. Com a morte do governador Ottomar Pinto, assumiu o governo do estado em 11 de dezembro de 2007. Reeleito em 2010, renunciou ao cargo de governador em 4 de abril de 2014 para ser candidato ao Senado. Anchieta Júnior foi casado com a deputada federal Shéridan Oliveira e faleceu de um infarto em 6 de dezembro de 2018 em Boa Vista (RR).

## Biografia
Em 1988, José de Anchieta Júnior se formou em Engenharia Civil pela Universidade Federal do Ceará (UFC). Em 1991, mudou-se para Roraima, onde passou a trabalhar na área de construção civil. Em 2004, assumiu seu primeiro cargo público como secretário de Estado de Infra-Estrutura de Roraima, além de assumir temporariamente a Secretaria de Estado de Articulação Municipal.
José foi presidente do Conselho Rodoviário Estadual e membro do Comitê Gestor para Assuntos Fronteiriços e se descompatibilizou de suas atividades públicas em março de 2006, para concorrer à vaga de vice-governador na chapa de Ottomar Pinto que disputaria a reeleição ao governo de Roraima.
No dia 6 de dezembro de 2018, uma quinta-feira, o ex-governador de Roraima, de 53 anos, sofreu um infarto e faleceu no Hospital da Unimed, na zona Sul de Boa Vista. Apesar da tentativa dos médicos de reanimar o corpo de Anchieta, ele não resistiu. A morte foi confirmada pela ex-secretária de Administração e amiga de Anchieta, Ana Lucíola Franco.

## Trajetória política
Em 2006, Anchieta Júnior elegeu-se para o cargo de vice-governador de Roraima na chapa de Ottomar Pinto pelo PSDB para o mandato de de 2007 a 2011. Com a morte do governador Ottomar Pinto, assumiu o governo do estado em 11 de dezembro de 2007, sendo reeleito em 2010 para o mesmo cargo.
Como governador, Anchieta conseguiu junto ao Governo Federal uma ampla restauração da BR 174, ligando Roraima ao restante do país. Parte da obra foi feita com recursos do próprio Estado. Em sua gestão, asfaltou mais de 400 quilômetros de estradas próximas e recuperou 26 mil quilômetros de pontes na cidade. Além disso, investiu em obras de infraestrutura e saneamento, fazendo de Boa Vista a primeira capital brasileira com 100% de água tratada, além de aumentar a coleta de esgoto de 18% para 70%. Durante sua atuação no executivo, o ex-governador também ampliou a capacidade do Complexo de Jatapu e fez parceria com o governo federal para levar eletricidade ao campo através do programa Luz para Todos.
O governo de Anchieta Júnior foi destaque na mídia nacional em 2011, depois que pesquisas apontaram Roraima como um dos estados brasileiros com melhor remuneração para o professor de nível médio, com salário médio de R$ 2.099,47 por 25 horas semanais. Segundo as pesquisas, o maior salário do país, no Distrito Federal — no valor de R$ 3.121,96 — era referente a uma carga horária de 40 horas. No mesmo ano, a ONG Todos pela Educação também destacou Roraima como o segundo estado brasileiro com maior investimento no aluno da educação básica ao ano, com R$ 4.834, 43, para cada aluno. Anchieta também preocupou-se com a área da Educação Indígena, construindo 11 escolas e criando, pela primeira vez, um curso de licenciatura para formar professores indígenas.
Para além da educação, José de Anchieta Júnior coordenou os setores de habitação, entregando 2.250 casas e apartamentos e deixando quase 4.000 em construção, e de segurança, contratando novos policiais, investindo em armamentos, viaturas e câmeras de monitoramento na capital.
Em  2014, desincompatibilizou-se do Governo para lançar sua pré-candidatura ao Senado por Roraima. No pleito realizado em 5 de outubro do mesmo ano, recebeu 48.309 votos para o cargo de senador por Roraima, equivalentes a 20,56% do total de votos válidos. Com isso, obteve apenas o terceiro lugar, não sendo eleito.
Antes de deixar o executivo do estado, Anchieta inaugurou o Hospital Regional Sul, no município de Rorainópolis, com 35 leitos e um investimento de cerca 5,2 milhões de reais. Neste processo, o Hospital Materno Infantil Nossa Senhora de Nazareth também ganhou novos leitos de UTI neonatal e foi a terceira do país a ser considerada referência pelo Ministério da Saúde no Método Canguru, recebendo o Selo Amigo da Criança, do UNICEF.
Segundo o Instituto Brasileiro de Geografia e Estatística (IBGE), a gestão de José de Anchieta Júnior proporcionou o crescimento de 7,65% do Produto Interno Bruto (PIB) de Roraima em 2011, colocando o estado como destaque na economia da região Norte. Entretanto, o ano de 2013 terminou com uma negativa de 865 milhões de reais gastos a mais do que a arrecadação do estado, que gerou um déficit fiscal em relação ao PIB de 10,7%, o maior entre os Estados. Após deixar o cargo de governador, computou-se uma dívida de cerca de 2 bilhões de reais, valor que descapitalizou o Estado mensalmente em cerca de R$ 22 milhões para pagamento de juros e amortização.
Em julho de 2018, Anchieta concorreu novamente ao Governo de Roraima, chegando ao segundo turno. Ainda assim, perdeu a eleição, derrotado pelo candidato Antônio Denarium (PSL).

## Controvérsias
Em 2009, foi acusado pelo Ministério Público Eleitoral (MPE) de abuso de poder político e econômico, compra de votos, conduta vedada a agente público e fraude eleitoral nas eleições de 2006. O pedido de cassação foi protocolado originalmente contra o governador Ottomar Pinto, que havia sido reeleito para o cargo, mas morreu em 2007. O processo então se manteve contra Anchieta, seu vice, que assumiu o governo. Após julgamento, o Tribunal Superior Eleitoral (TSE) decidiu rejeitar o pedido de cassação, inocentando o político.
Em 2010, foi acusado de envolvimento em irregularidades nas obras de ampliação de rede elétrica no estado de Roraima. No mesmo ano, o governador teve seu carro revistado pela Polícia Federal, que apurava a denúncia de que dois veículos do Executivo estadual estariam transportando dinheiro para compra de votos, porém nada foi encontrado.
Em 2011, Anchieta assumiu seu segundo mandato envolto em denúncias de irregularidades nas prestações de contas de campanha e acusações de compras de votos, que resultaram em sete pedidos de cassação. Em 11 de fevereiro do mesmo ano, teve seu mandato de governador cassado pelo Tribunal Regional Eleitoral (TRE) por usar a emissora de rádio do governo para se promover durante as eleições de 2010. Três dias depois, em 14 de fevereiro, o ministro Arnaldo Versiani, do TSE, concedeu uma liminar para mantê-lo no cargo. Em junho, após julgamento e votação, o TRE decidiu por manter a cassação.
Em 2014, o ex-governador fora acusado de improbidade administrativa pelo Ministério Público, tendo em vista irregularidades identificadas na emissão de títulos definitivos de propriedades rurais localizadas em diversos locais e a suposta falsificação de documentos de compra e venda destas propriedades. Em sua defesa, Anchieta alega que todos os títulos de posse assinados passaram por setores técnicos que atestaram a legalidade das terras.